# 1061
Évszázadok: 10. század – 11. század – 12. század
Évtizedek: 1010-es évek – 1020-as évek – 1030-as évek – 1040-es évek – 1050-es évek – 1060-as évek – 1070-es évek – 1080-as évek – 1090-es évek – 1100-as évek – 1110-es évek
Évek: 1056 – 1057 – 1058 – 1059 –  1060 – 1061 – 1062 – 1063 – 1064 – 1065 – 1066

## Események

### Határozott dátumú események
- szeptember 30. – II. Sándor pápa megválasztása. (Hildebrand bíboros elérte, hogy a német-római császár beleegyezése nélkül válasszák meg.)[1]
- október 28. – Ágnes német anyacsászárnő lombard és német püspökök támogatásával Pietro Cadalo parmai püspököt pápává választatja a felső-burgundi Bázelban.[1]

### Határozatlan dátumú események
- az év folyamán – 
  - Fehérvárott hatalmas tömeg követeli a pogány rend visszaállítását és a keresztény papok kiirtását, I. Béla azonban szétveri a tiltakozókat és visszaállítja a feudális rendet.[2]
  - I. (Szent) István magyar király földi maradványait – az országban fellángolt pogánylázadáskor – a székesfehérvári Szűz Mária-templomban kanonokja kiemeli a szarkofágból, és a föld alatti kősírba rejtik.[3]
  - I. Béla Szekszárdon bencés monostort alapít. (Két évvel később a monostor templomában helyezik nyugalomra.)[4]
  - Ottó somogyi ispán megalapítja a zselicszentjakabi bencés apátságot; az alapítólevélben maradt fenn Pest első írásos említése.[5][6]
  - II. Vratiszláv cseh herceg trónra lépése. (Vratiszlávot 1085-ben koronázzák királlyá, 1092-ig uralkodik.)
  - A normannok meghódítják Messina városát.

## Halálozások
- január 28. – II. Spytihněv cseh fejedelem (* 1031)
- július 19. vagy július 26. – II. Miklós pápa[7]
- I. Iszaakiosz bizánci császár